# Любенская, Каролина
Каролина Любенская (пол. Karolina Lubieńska; 28 октября 1905[…], Берлин, Германская империя — 25 апреля 1991, Варшава) — польская актриса театра, кино и телевидения.

## Биография
Родилась в Берлине. Актёрское образование получила в Городской драматической школе в Кракове. Дебютировала в театре в 1921 году. Актриса театров в Кракове, Быдгоще, Познани, Лодзи и Варшаве. Выступала в спектаклях польского «театра телевидения» с 1955 года. Умерла в Варшаве.
Её муж — актёр Збигнев Раковецкий.

## Фильмография
- 1931 — Десятеро из Павиака / Dziesięciu z Pawiaka
- 1933 — Последняя эскапада / Ostatnia eskapada
- 1933 — История греха / Dzieje grzechu
- 1936 — Фред осчастливит мир / Fredek uszczęśliwia świat
- 1937 — Князёк / Książątko
- 1965 — Выстрел / Wystrzał
- 1971 — Нюрнбергский эпилог / Epilog norymberski
- 1975 — История греха / Dzieje grzechu

## Признание
- 1953 — Золотой Крест Заслуги.
- 1955 — Медаль «10-летие Народной Польши».
- 1959 — Офицерский крест Ордена Возрождения Польши.
- 1984 — Заслуженный деятель культуры Польши.
- 1986 — Командорский крест со звездой Ордена Возрождения Польши.